# Leonardas Kairiūkštis
Leonardas Kairiūkštis (* 28. Dezember 1928 in Papiškiai, Wolost Panemunis, jetzt Rajongemeinde Rokiškis; † 15. Juli 2021 in Kaunas) war ein litauischer Forstwissenschaftler. 

## Leben
Kairiūkštis lernte in der Grundschule Čedasai und am Progymnasium Pandėlis. Nach dem Abitur 1947 am Gymnasium Rokiškis absolvierte er 1952 mit Auszeichnung das Diplomstudium des Forstwirtschaftsingenieurwesens an der Lietuvos žemės ūkio akademija bei Kaunas und 1967 promovierte zum Kandidaten der Agrarwissenschaften.
Von 1956 bis 1984 und ab 1988 war er Mitarbeiter am Lietuvos miškų institutas. Von 1958 bis 1969 war er stellvertretender Institutsdirektor und von 1970 bis 1984 sowie von 1988 bis 1992 Direktor des Forschungsinstituts in Girionys. Ab 1970 lehrte er als Professor an der Aleksandras-Stulginskis-Universität. Von 1972 bis 1984 war er Mitglied der Lietuvos mokslų akademija.

## Preise
- 1972: Staatspreis von Sowjetlitauen
- 1992: Wilhelm-Leopold-Pfeil-Preis, Freiburg
- 2005: Lietuvos mokslo premija
- 2008: Gediminas-Orden, Karininko kryžius

## Ehrungen
- 1974: Verdiente Person der Wissenschaft von Sowjetlitauen
- 2008: Ehrenbürger von Rokiškis